# St. Leodegar (Gammertingen)

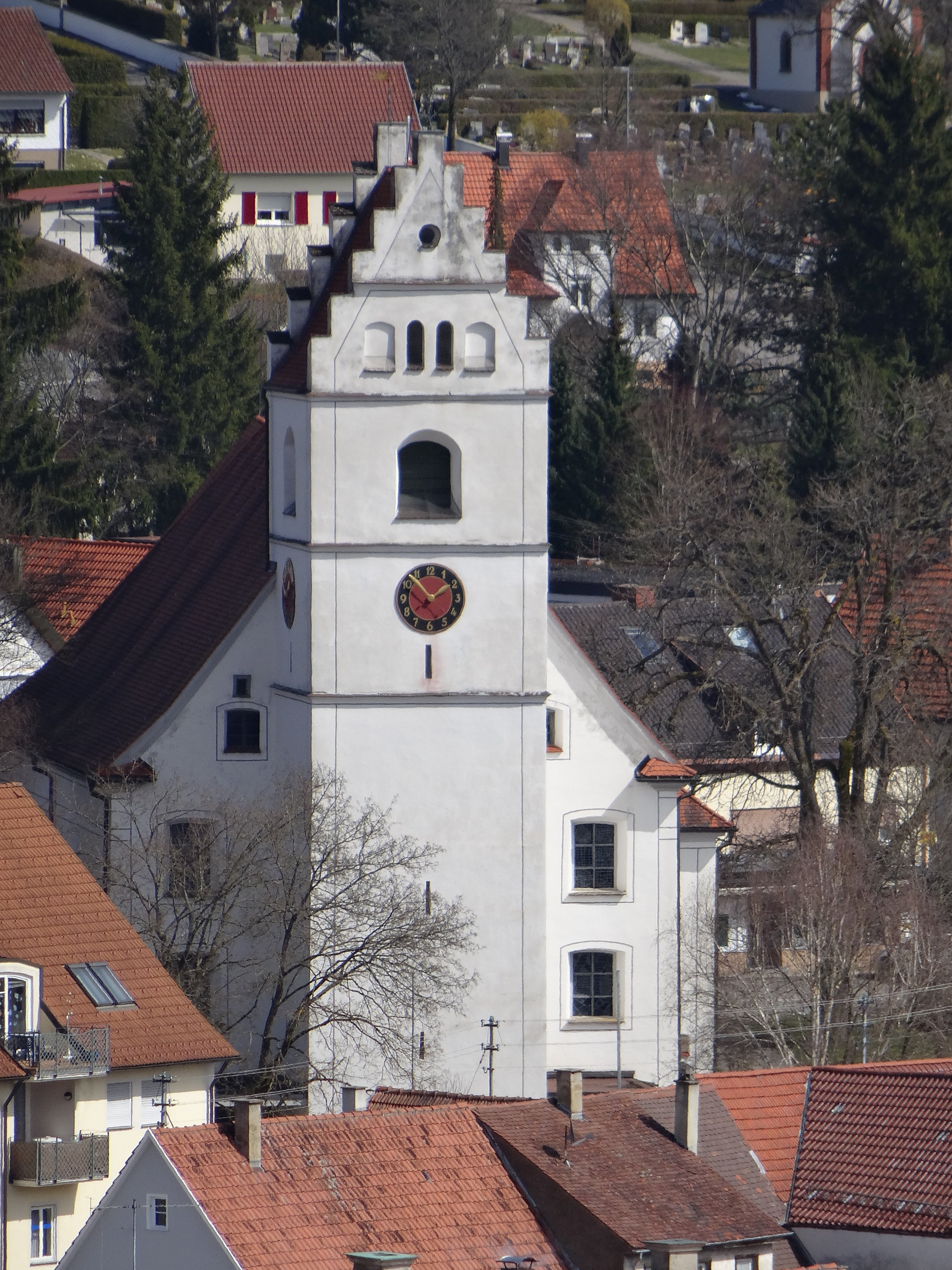
St. Leodegar in Gammertingen

Die römisch-katholische Pfarrkirche St. Leodegar steht in Gammertingen, einer Kleinstadt im Landkreis Sigmaringen in Baden-Württemberg. Die Kirchengemeinde gehört zum Erzbistum Freiburg. Das Bauwerk ist beim Landesamt für Denkmalpflege Baden-Württemberg als Baudenkmal eingetragen.

## Beschreibung

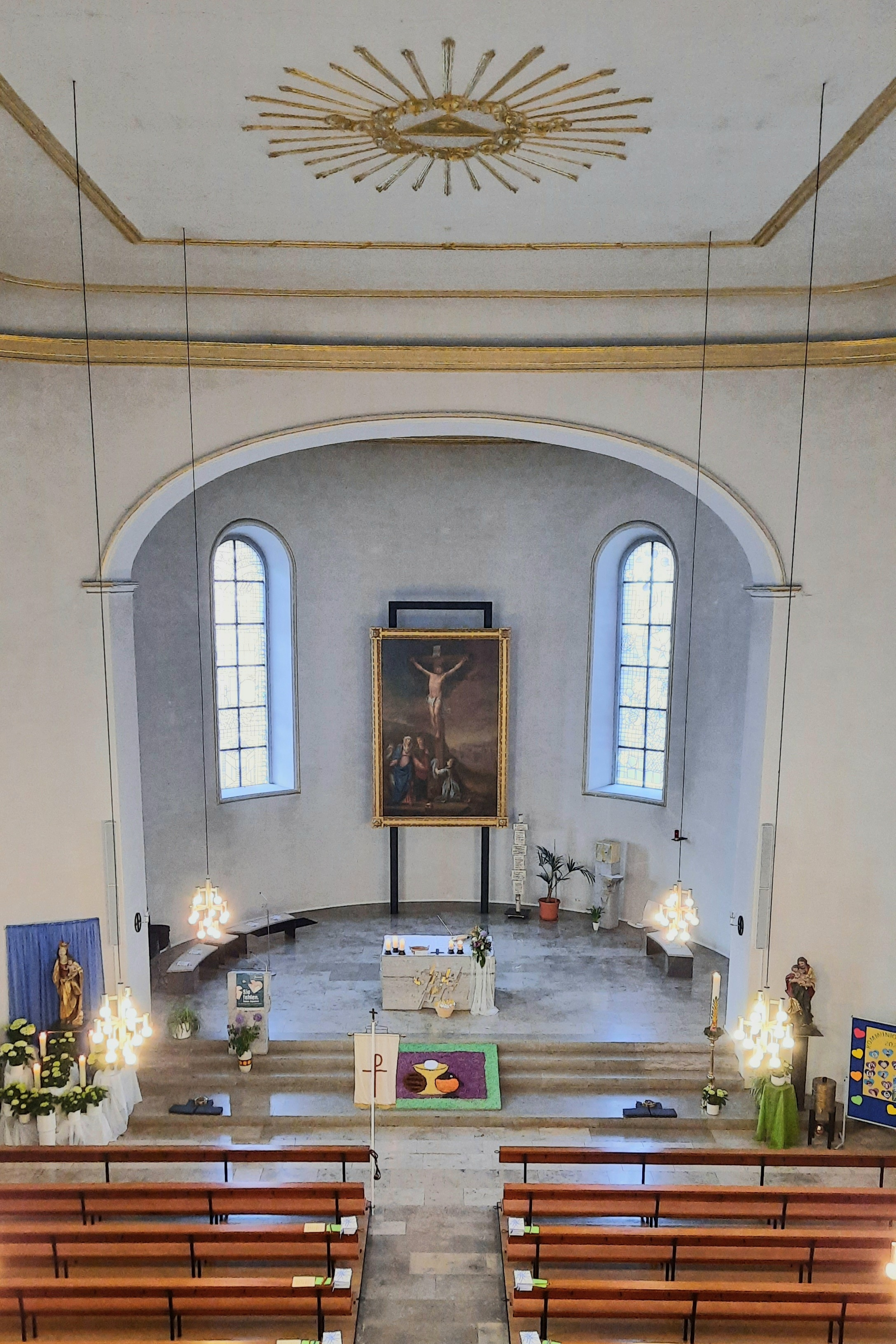
Innenraum (2023)

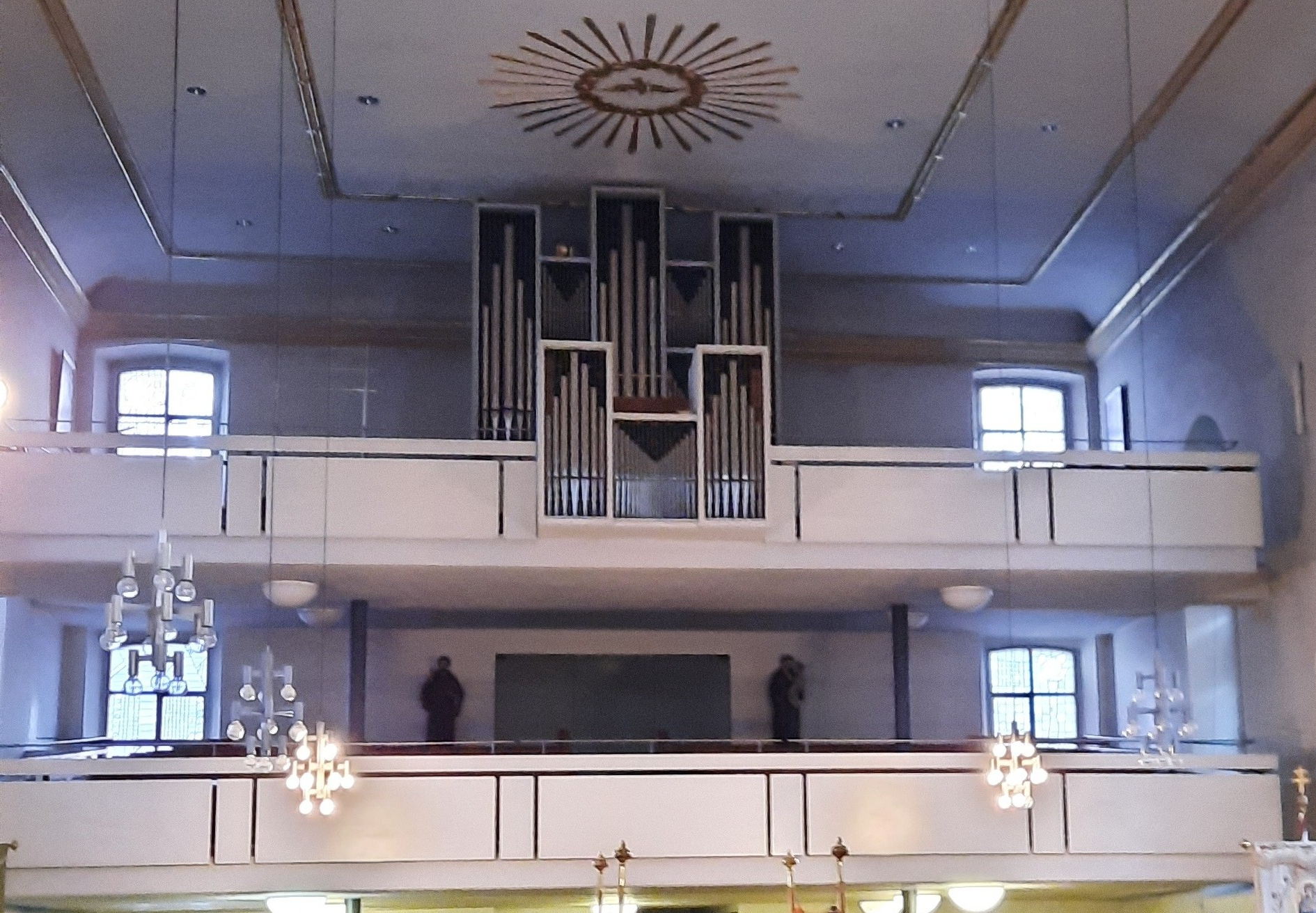
Emporen und Orgel

Der gotische Vorgängerbau sollte 1775/76 nach einem Entwurf von Pierre Michel d’Ixnard erneuert werden. Die heutige Saalkirche wurde jedoch erst 1803/04 in vereinfachten Formen erbaut. Sie besteht aus einem Langhaus mit halbrunder Apsis im Osten und dem Kirchturm im Westen, der im Kern vom Vorgängerbau stammt. Er wurde mit zwei Geschossen aufgestockt, die die Turmuhr und zwei Glockenstühle mit fünf Glocken beherbergen, und mit einem Satteldach zwischen Staffelgiebeln bedeckt. Der Innenraum des Langhauses ist mit einer Flachdecke überspannt. 1968 wurde das Innere der Kirche nahezu vollständig umgestaltet. Ein Großteil der historischen Kirchenausstattung wurde entfernt. Die Orgel auf der oberen Empore wurde 1972 als Ersatz für eine Aichgasser-Orgel von Mönch und Prachtel gebaut. Sie umfasst 24 Register auf zwei Manualen und Pedal.